# AIS航空
AIS航空（英語：AIS Airlines）是一家以莱利斯塔德机场為總部的荷蘭航空公司，營運定期和非定期航班，以及提供飛機濕租服務。

## 歷史
AIS航空本身是一家飛行學校，後來才擴張成為一家航空公司，主要營運來往德國和荷蘭的航班。2015年1月，AIS航空以自己的品牌營運一些瑞典國內航線，之前是替直航航空營運。

## 機隊

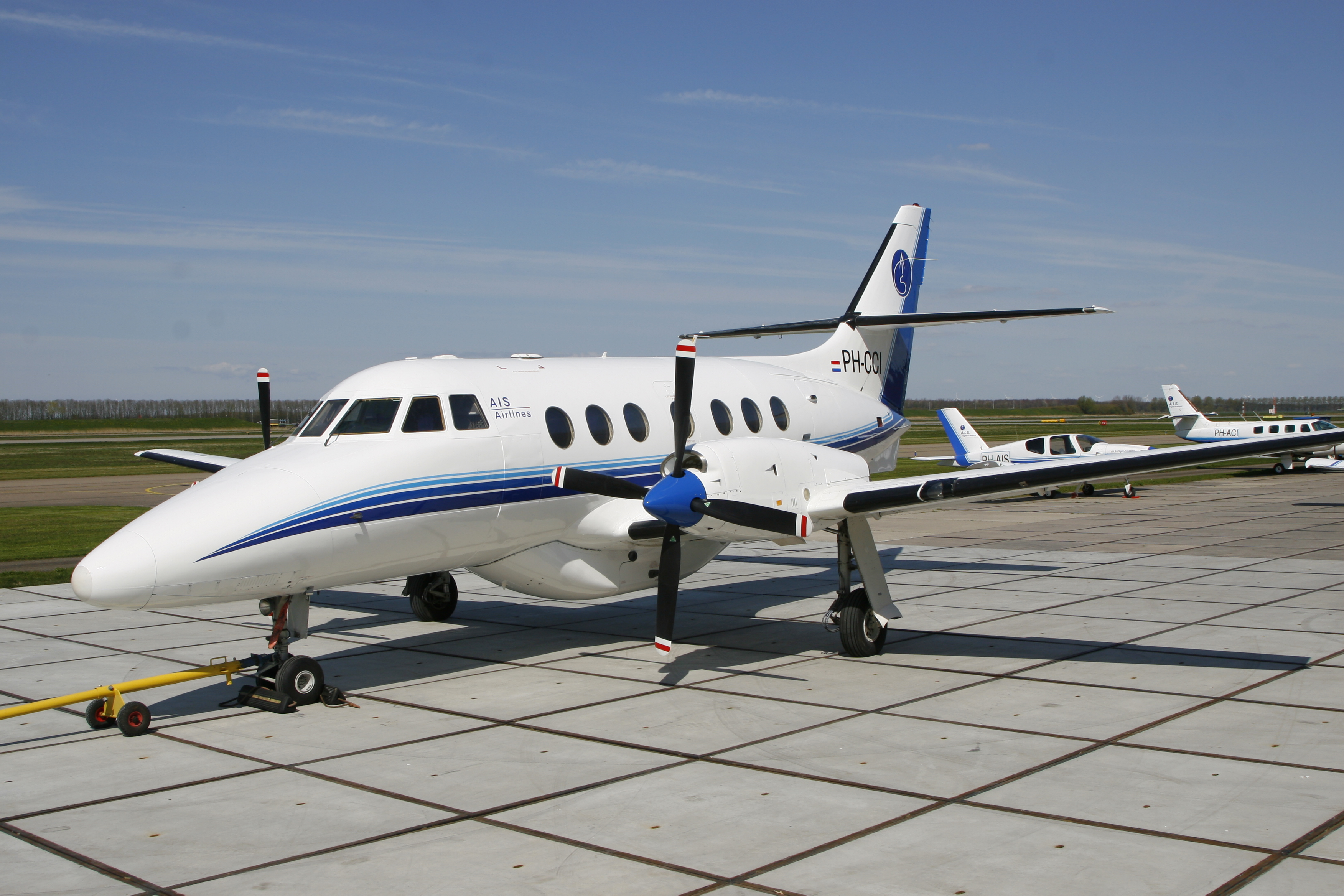
AIS航空在莱利斯塔德机场的捷流32，背後是飛行學校的飛機

截至2019年11月，AIS航空機隊如下：
| 機型   | 服役中 | 訂購中 | 載客量 （經濟艙） | 備注 |
| ------ | ------ | ------ | ----------------- | ---- |
| 捷流32 | 8      | 0      | 19                |      |
| 總計   | 8      | 0      |                   |      |

## 外部連結
- www.aisairlines.nl Official website（页面存档备份，存于）
- AIS Flight Academy（页面存档备份，存于）